# Froid Stirling
 (janvier 2014).
Le froid Stirling consiste à la production de froid en utilisant le cycle thermodynamique Stirling. Bien que les machines Stirling soient peu connues du grand public, les installations de réfrigération utilisant ce cycle thermodynamique sont nombreuses dans l’industrie, allant du domaine de la cryogénie à l’aérospatial en passant par la climatisation, de même que dans le secteur militaire où la performance spécifique est primordiale et où les surcoûts provenant d’exigence en matériaux et en processus de fabrication ne constituent pas un obstacle majeur.

## Historique
Initialement utilisé pour entraîner des wagons dans les mines de charbon, le moteur Stirling n’a pas eu beaucoup de succès industriels, pénalisé par des problèmes de matériaux et par des coûts très supérieurs à ceux de ses concurrents.
Mais il peut aussi être utilisé dans le sens inverse. Il devient alors une excellente pompe à chaleur ou machine frigorifique. Et la majeure partie des applications industrielles du cycle Stirling concernent la production de froid, notamment en cryogénie, où le cycle Stirling présente d’énormes avantages.
La réversibilité du cycle Stirling est utilisée pour la génération du froid. Entraîné par un moteur, la machine devient une pompe à chaleur. Alors que l’objectif initial était d’utiliser la machine Stirling comme moteur pour concurrencer les moteurs à vapeur, la première application industrielle véritable de la machine Stirling utilise le cycle inverse pour produire du froid. En effet, parmi les nombreux projets de R&D emmenés par l’entreprise Philips, le réfrigérateur à air chaud nommé réfrigérateur Stirling est le seul produit retenu. Il est ensuite commercialisé dans le domaine de l’air liquide au cours des années 1950. La section de réfrigération Stirling « prend son indépendance » vers la fin des années 1990 pour former l’entreprise Stirling Cryogénies, qui existe toujours.  
La technologie Stirling est ensuite diffusée dans beaucoup d’autres entreprises pour des développements industriels. General Motors, le groupe allemand Maschinenfabrik Augsburg-Nurnberg (MAN) et Motorenwerke Mannheim (MWM) ainsi que United Stirling AB de Malmo en Suède et Ford ont tous obtenu un droit d’exploitation du moteur Stirling sur une période allant de 1958 à 1972. Des véhicules entraînés par le moteur Stirling sont commercialisés.
Un groupe du laboratoire Donald Douglas à Los Angeles qui deviendra plus tard la société Stirling Technology Company (STC) commence à travailler sous la direction de William Martini. Ils développent un modèle réduit du cœur humain se basant sur la technologie Stirling. Ils développent aussi certains systèmes Stirling-solaire et de réfrigération. Récemment, une cellule de réfrigérateur Stirling est fabriquée par le partenariat STC et Carrier Corp. pour le refroidissement des éléments électriques.
Le « free-piston Stirling cooler (FPSC) » est inventé par William Beale en 1964 dans un laboratoire de l’université Ohio.  Il forme ensuite l’entreprise Sunpower dans laquelle le premier réfrigérateur FPSC est fabriqué et commercialisé. Cette entreprise fournit, aujourd’hui encore, des machines de 35 W à 7,5 kW pour des applications militaires, aérospatiales et industrielles. Un FPSC fabriqué par Sunpower a été déployé par la NASA pour le refroidissement de l’instrumentation des satellites.
Depuis 2002, l’entreprise Japonaise Twinbird est entrée en jeu et est devenue un des principaux fabricants de FPSC. Un pôle commercial est formé à Athens (Ohio) dans lequel des entreprises comme Twinbird et Sunpower partagent leurs connaissances et leurs problèmes à l’égard du froid Stirling. La batterie du modèle « SC-C925 Portable Freezer Cooler 25L » peut garantir une autonomie de plus de 24 heures pour maintenir une température négative.
L’entreprise Infinia a commencé à développer en 1986 un système de frigorigène thermo acoustique. En moins de 30 ans, cette entreprise a développé seule 30 modèles utilisant différentes formes de sources d’énergie, principalement thermique ou solaire.
Les machines Stirling-Vuilleumier apparaissent au Japon pendant la crise pétrolière de 1973. Parallèlement, le professeur Franz Xaver Eder à l’université technique de Munich a étudié la faisabilité des machines Vuilleumier pour les pompes à chaleur. Il a créé un laboratoire destiné aux études de machines Stirling. L’université de Dortmund a développé quelques machines Vuilleumier à piston libre avec collaboration de l’université de Denmark.

## Réfrigérateur entraîné par un moteur Stirling

### Marche actuelle du moteur Stirling pour la production de froid
Le moteur Stirling pourrait être utilisé à la place d’autres moteurs thermiques pour entraîner des compresseurs de machines frigorifiques à compression de vapeur ou de pompes à chaleur « classiques ». Cette pratique est toutefois assez peu développée dans l’industrie du froid, car il est plus intéressant d’utiliser directement le cycle Stirling pour produire le froid, notamment pour le froid cryogénique.
Dans un contexte de durcissement des législations en matière de protection de l’environnement et d’épuisement des ressources fossiles, le moteur Stirling a des grands avantages potentiels face à ses concurrents (moteur à vapeur, moteur à combustion interne, etc.). 
Pourtant, il est plus utilisé dans l’industrie des pompes à chaleur que dans celle de la production de froid.

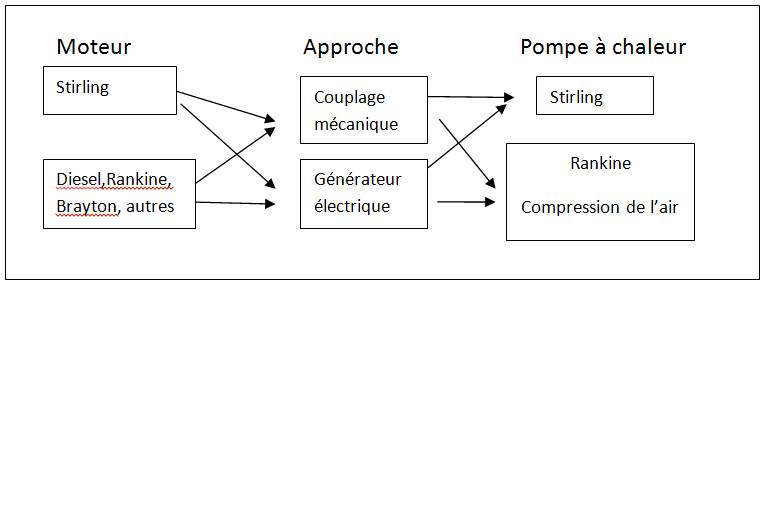
Types de configurations possibles pour une pompe à chaleur Stirling.

L’architecture des pompes à chaleur Stirling est aussi variable que le nombre de modèles développés dans les différentes entreprises ou instituts : 
- le moteur Stirling peut être de type dynamique ou à piston libre ;
- le couplage se fait de façon directe ou indirecte ;
- le compresseur peut être à vis, à palettes, à piston ou un turbocompresseur.

### Applications
En 1978, l’entreprise Philips a commercialisé pour la première fois une pompe à chaleur domestique entraînée par un moteur Stirling de 3 kW.
Sunpower a ensuite développé un certain nombre de pompes à chaleur à moteur Stirling pour le Gas Research Institut, Kawashi Heavy Industrie et Mechanical Technology.[Quand ?]

## Réfrigérateur Stirling entraîné par un moteur électrique

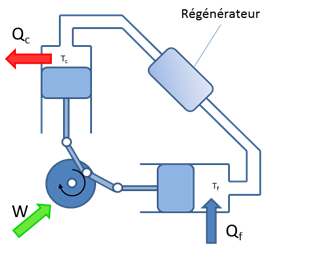
Réfrigérateur stirling de type alpha

Il est bien plus intéressant d’utiliser une machine Stirling pour produire directement du froid que d'utiliser un moteur Stirling pour alimenter des pompes à chaleur fonctionnant selon d'autres cycles : en vertu du second principe de la thermodynamique, on aura nécessairement moins de pertes dues aux phénomènes réels irréversibles si le cycle produisant du froid est composé de moins d'étapes.[pourquoi ?]. Il faut alors lui fournir du travail. Pour cela, plusieurs solutions existent...

## Réfrigérateur Stirling à piston libre

### Présentation
Ayant pour vocation de réduire la complexité de réalisation d’une machine à cycle de Stirling, le réfrigérateur Stirling à piston libre (RSPL) est techniquement plus simple à mettre en œuvre, et économiquement plus fiable que d’autres machines Stirling classiques, à bielle-manivelle. En effet, la suppression de ce mécanisme permet de se passer d’un système de lubrification et d’étanchéité exigeant, d’où un meilleur échange de la chaleur et une performance supérieure.
Les avantages d’un tel réfrigérateur que nous pouvons citer sont :
1. Seul de l’hélium, étant un gaz inerte, est présent dans un réfrigérateur Stirling à piston libre, d’où une émission de gaz à effet de serre nulle liée au réfrigérant.
2. De l’huile lubrifiante est remplacée par de l’hélium, présent entre les pièces mécaniques comme un « roulement à gaz », ce qui conduit à un niveau de friction très bas, et à une haute efficacité mécanique.
3. Grâce au moteur linéaire placé dans l’enceinte, les fuites d’hélium sont minimisées, et le réglage de la puissance du réfrigérateur devient aisé : il suffit de contrôler la tension d’entrée.
4. Les mouvements des pièces sont quasi-harmoniques, ainsi la vibration est limitée, d’où un niveau de bruit très bas.
5. Une simplicité de fabrication, due au fait qu’il n’y a que deux pièces mobiles dans un tel réfrigérateur.

### Principe de fonctionnement de réfrigérateur à piston libre
Le réfrigérateur Stirling à piston libre est un système entièrement fermé. Le froid est produit en tête du réfrigérateur. Le terme « piston libre » signifie que le piston n’est pas entraîné par un système bielle-manivelle classique, mais un moteur linéaire, générant un mouvement longitudinal du piston.
Quatre phases sont identifiées pour le fonctionnement d’un tel réfrigérateur : la compression, le déplacement du piston de transvasement de haut en bas (l’extrémité droite du cylindre est la tête du réfrigérateur), la détente, et le déplacement du piston de transvasement de bas en haut.
Durant la phase 1, la compression est réalisée par la montée du piston de puissance entraîné par le moteur linéaire en bas de l’ensemble. Cette compression entraîne une augmentation de la pression dans l’espace de compression et l’espace de détente en haut du piston de transvasement.
Étant donné que les pressions sont très proches dans ces deux espaces (pc=pe), et que la face supérieure du piston de transvasement est plus grande que sa face inférieure (A=Ap+AR>Ap), dû à la présence de la tige du piston de transvasement), une résultante vers le bas est exercée sur le piston de transvasement, d’où le déplacement du piston de transvasement de haut en bas (l’extrémité droite du cylindre est la tête du réfrigérateur) en phase 2.
De l’hélium est également transféré dans l’espace de détente (le côté froid du cylindre). Durant la phase 3, de l’hélium se détend du côté froid en présence de la source froide (le milieu à refroidir), ce qui fait pousser le piston de transvasement et le piston de puissance vers le bas. Finalement, en phase 4, le piston de transvasement se déplace de bas en haut sous la différence de pressions (pc>pe), et une partie de l’hélium revient dans l’espace de compression.

## Machines Duplex et de Vuilleumier

### Machine Duplex
Le cycle Stirling pouvant fonctionner en moteur et en pompe à chaleur, il est possible de combiner deux cycles Stirling, le premier, moteur, fournissant le travail nécessaire au second. Il s’agit alors d’une machine tri-therme : le cycle moteur fonctionne entre une source chaude à la température Tc et le milieu ambiant à la température Ta, alors que le cycle « pompe à chaleur » fonctionne entre le milieu ambiant et une source froide à la température Tf.
Une telle machine est appelée machine Duplex. Son schéma de principe est le suivant :

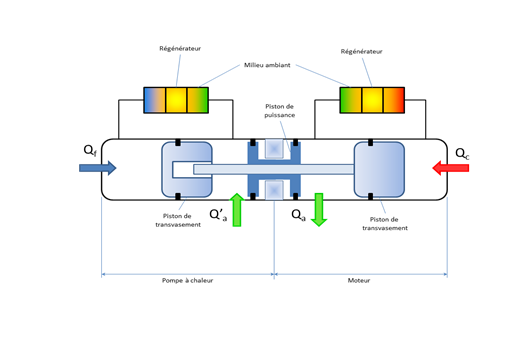
principe de fonctionnement de machine stirling duplex

Les cycles Stirling suivis par les deux pistons qu’elle comporte peuvent être représentés dans les diagrammes P-V et T-S de la façon suivante : 
Étude théorique

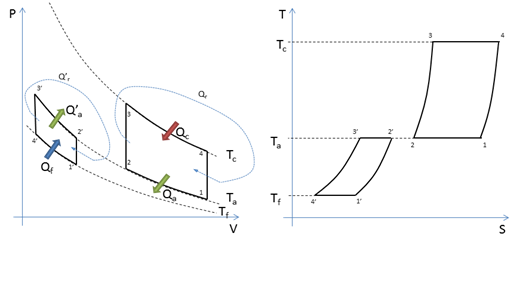
Diagramme P-v de la machine stirling duplex

Les quantités de chaleur échangées durant les différentes phases des cycles Stirling peuvent être rassemblées dans le tableau suivant :
|     | Moteur            |       | Machine frigorifique |
| --- | ----------------- | ----- | -------------------- |
| 1→2 | Qa=n∙R∙Ta∙ln(1⁄r) | 1’→2’ | Q'r=m'∙cv∙(Ta-Tf)    |
| 2→3 | Qr=m∙cv∙(Tc-Ta)   | 2’→3’ | Q'a=n'∙R∙Ta∙ln(1⁄r') |
| 3→4 | Qc=n∙R∙Tc∙ln(r)   | 3’→4’ | -Q'r=m'∙cv∙(Tf-Ta)   |
| 4→1 | -Qr=m∙cv∙(Ta-Tc)  | 4’→1’ | Q'f=n'∙R∙Tf∙ln(r')   |

Où r est le rapport de compression Vmax/Vmin. 

La figure suivante montre que le COP d’une machine duplex dépend beaucoup plus de la température ambiante Ta et de la température de source froide Tf que de celle de la source chaude Tc. Les courbes « d’iso-Tc » sont pratiquement confondues malgré l’écart important de 300 K entre les valeurs représentées.

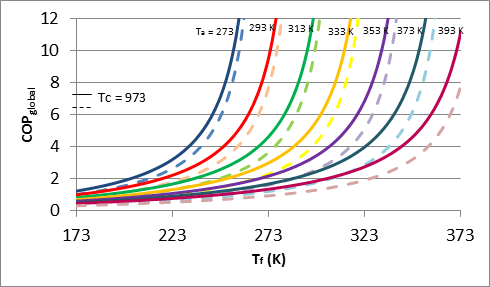
Dépendance du COP aux différentes températures

Quand Tf s’approche de Ta, le COP tend vers l’infini. Cependant, ceci implique que le rapport volumétrique r tende lui aussi vers l’infini, ce qui est impossible.

### Applications
Bien qu’un nombre raisonnable de recherches aient été effectuées dans ce domaine, les applications commerciales des machines duplex n’ont été que peu nombreuses. Et si elles ont connu une sorte d’apogée à la fin des années 1980, elles sont aujourd’hui inexistantes sur le marché.
La société Sunpower a cherché à développer durant les années 1980 plusieurs machines duplex : un liquéfacteur de gaz naturel et un réfrigérateur domestique.
Sunpower a conduit au début des années 1980 un programme de recherche visant à mettre au point un liquéfacteur de gaz naturel utilisant un cycle Duplex. Le principal intérêt de ce concept était d’utiliser le gaz produit par les puits secondaires pour faciliter le transport de la majeure partie de la production. Les performances visées étaient un COP global de 20 % et une puissance frigorifique de 500 W à 110 K.
Le cycle frigorifique a, dans un premier temps, été entraîné électriquement. Des problèmes d’instabilité et une puissance frigorifique obtenue en deçà des attentes ont conduit à utiliser un moteur de puissance supérieure aux 2,5 kW nécessaires. Lors de ces essais, une température de 150 K a été atteinte pendant plus de 8 h.
Les essais en mode duplex ont montré que l’appareil ne fonctionnait qu’à faible régime, et devenait instable dès que la puissance thermique fournie augmentait. Le programme a alors été arrêté. Cependant, et bien qu’il n’ait pas atteint ses objectifs initiaux, il a permis une meilleure compréhension des systèmes Stirling duplex et des modifications nécessaires pour un futur développement.
Sunpower a également développé, en collaboration avec l’industrie du gaz naturel, un réfrigérateur domestique fonctionnant avec un cycle duplex. Il s’agissait d’un démonstrateur dont le but était de prouver la faisabilité de ce type de système afin de pouvoir le proposer à des fabricants potentiels.

### Machine de Vuilleumier
La machine de Vuilleumier fut inventée par Rudolf Vuilleumier en 1918. Il s’agit d’une machine Duplex dont les parties à température ambiante (source froide pour le moteur et source chaude pour la machine frigorifique) des deux pistons sont reliées (voir Figure). La pression est ainsi à tout instant la même dans les deux cylindres.

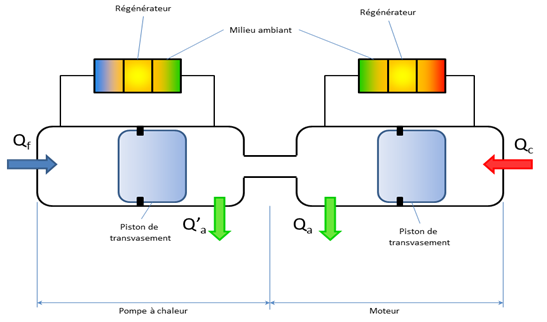
Principe de fonctionnement de la machine Vuilleumier

Tout se passe ainsi comme si les deux pistons « mutualisaient » leurs volumes à température ambiante. Chaque piston de transvasement sert de piston moteur à l’autre. Les cycles théoriques suivis par chacun des cylindres peuvent donc être représentés dans les surfaces thermodynamiques de la façon suivante.

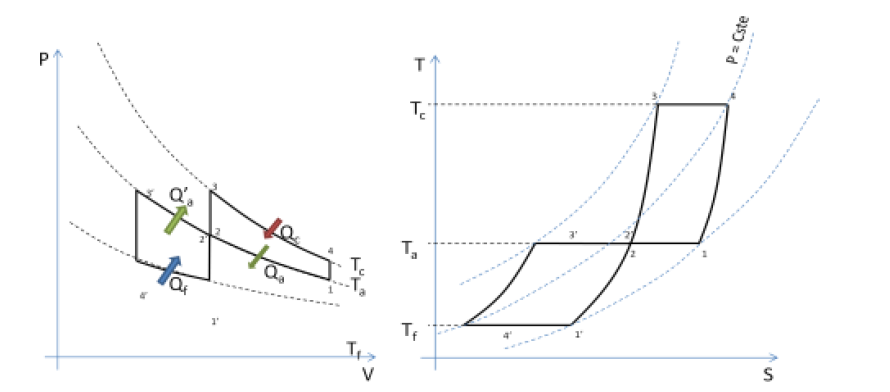
Diagramme P-v de machine Vuilleumier

Il s’agit donc d’un cycle Duplex dont les points 2 et 2’ sont confondus.

#### Étude théorique
Le calcul de la chaleur ou du travail associé à chaque transition, et l’égalité des travaux entre le cycle moteur et le cycle machine thermique permettent de calculer le coefficient de performance théorique de la machine, de la même manière que pour la machine Duplex.

#### Cycles réels
Plusieurs pertes, comme dans toute machine thermique, interviennent dans une machine de Vuilleumier réelle. Le piston moteur dissipe une certaine partie de la chaleur qu’il reçoit à la source chaude, des irréversibilités interviennent lors des transitions isentropiques, et les régénérateurs n’ont pas une efficacité de 100 %. De plus, les pistons engendrent des pertes mécaniques.
Une machine de Vuilleumier a ainsi besoin d’un moteur électrique d’entraînement pour compenser ces différentes pertes. Il est utilisé par intermittence en régime normal, et peut également servir au démarrage de la machine.

### Architectures existantes
La machine de Vuilleumier dite « traditionnelle » correspond au schéma de principe . Elle comprend deux pistons de transvasement, mais aucun piston de puissance. La compression est assurée par la dilatation thermique du gaz de travail (généralement de l’hélium).

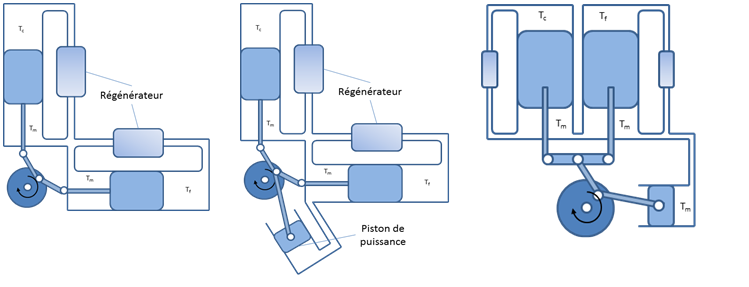

- Machine Vuilleumier dite traditionnelle 
 Tout se passe comme si les deux cycles Stirling « partageaient » le volume à température ambiante. Quand l’un des pistons est au point mort haut (ou bas), l’autre est en déplacement, ce qui réalise la phase de transvasement de son propre cycle tout en permettant la compression ou la détente de l’autre cycle. 
 Le système bielle-manivelle reliant les deux pistons est également entraîné par un moteur électrique dont le rôle est de compenser les pertes mécaniques.
- Machine de Vuilleumier avec piston de puissance 
 Les performances atteintes par ce type de machine restent toutefois médiocres, principalement en raison du faible taux de compression. Pour remédier à cela, il est possible d’ajouter un piston de puissance.
- Machine de Cooke-Yarborough 
Il existe trois types de machines de Cooke-Yarborough. Le premier comporte trois pistons moteurs, un à la température de la source chaude, un autre à celle de la source froide et le dernier à température ambiante. Le deuxième comporte deux pistons de puissance, aux températures des sources, et un piston de transvasement, à température ambiante. Le troisième enfin, ne comprend qu’un seul piston moteur. 
 La principale différence entre la machine de Cooke-Yarborough représentée et les machines traditionnelle et avec piston de puissance réside dans le fait que les deux pistons de transvasement sont en phase. Elle a donc plus de mal à suivre le cycle théorique.